# Zaamslag
Zaamslag est un village appartenant à la commune néerlandaise de Terneuzen, situé dans la province de la Zélande, en Flandre zélandaise. En 2015, le village comptait 2 845 habitants.
Zaamslag a été une commune indépendante jusqu'au 1er avril 1970. À cette date, la commune a été rattachée à celle de Terneuzen.

## Histoire
Zaamslag est un village qui daterait de l'an 1000 environ.

### Moyen Âge
Au Moyen Âge, le Torenberg (nl), construit en 1193 était le château des seigneurs de Zaamslag qui étaient vassaux du comte de Flandre. À l'origine il s'agissait d'une motte castrale.

### Les Templiers et les Hospitaliers
À proximité se trouvait la commanderie de Zaamslag (nl) d'origine templière dont la fondation date du XIIIe siècle et qui fut dévolue ensuite aux Hospitaliers de l'[(ordre de Saint-Jean de Jérusalem|. La première donation paraît remonter à l'an 1200 lorsque Siger II, châtelain de Gand leur fait don de ses terres de « Sameslacht / Saemslacht » et décide de rejoindre l'ordre du Temple. Pour la période templière, cette maison est mentionnée dans deux chartes qui datent de 1280 et 1288.
Il y avait également un hospice (nl) dépendant de cette commanderie.

### Renaissance et période contemporaine

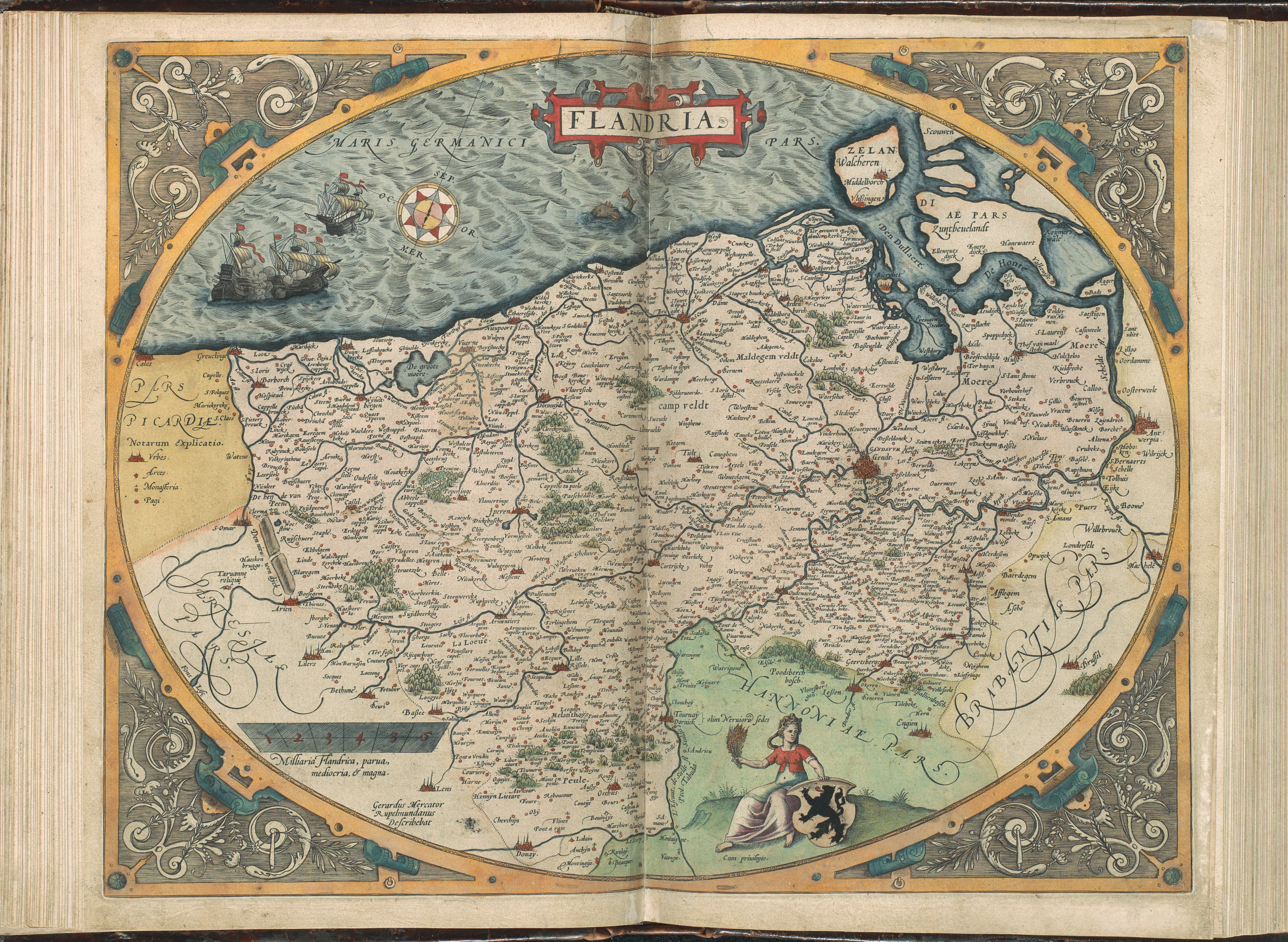
Zaemslacht dans le comté de Flandre au XVIe siècle.

Les Pays-Bas combattent l'Espagne entre 1568 et 1648. Zaamslag (Zaemslacht) fut complètement inondée en l'an 1586.
En l'an 1650, la nouvelle Zaamslag était fondée. Les habitants construisirent alors une église à la grande place (le 'Plein').
Zaamslag a un plan typique pour la Renaissance avec des rues droites.
En 1898 une autre église était construite. C'est un bâtiment très marquant de la ville.